# ロビン・オルセン
ロビン・オルセン（Robin Olsen, 1990年1月8日 - ）は、スウェーデン・マルメ出身のサッカー選手。マルメFF所属。スウェーデン代表。ポジションは、ゴールキーパー。

## クラブ経歴
マルメFFのアカデミーでプレーを始めたが、トップ昇格は叶わず2部リーグのクラブでプロキャリアをスタートした。
2011年、マルメに再加入。2012年10月のシリアンスカFC戦でアルスヴェンスカン初出場。2014年からレギュラーに定着し、リーグ制覇に貢献。自身もリーグ最優秀ゴールキーパーに選ばれた。2015年7月、PAOKテッサロニキと4年契約を結んだ。移籍金は65万ユーロ。2016年1月、半年のレンタルでFCコペンハーゲンに加入。5月、60万ユーロでコペンハーゲンに完全移籍。
2018年7月24日、リヴァプールFCに移籍したアリソン・ベッカーの後釜としてASローマに移籍した。移籍金は850万ユーロで、契約期間は5年間。加入直後はポジションを確保するも、完全に定着することは出来ず、終盤はアントニオ・ミランテにポジションを譲った。
2019年8月30日、カリアリ・カルチョに期限付き移籍した。この年はアレッシオ・クラーニョやラファエウとポジションを争いながら、17試合に出場した。
2020年10月5日、エヴァートンFCにレンタル移籍した。エヴァートンではイングランド代表ジョーダン・ピックフォードを前に出場は限られ、7試合の出場に留まった。
2021年8月31日、アーロン・ラムズデールが退団したシェフィールド・ユナイテッドFCにレンタル移籍した。2022年1月18日、オルセンはシェフィールド・ユナイテッドへのローン移籍から呼び戻され、アストン・ヴィラへシーズン残りの期間ローン移籍することが発表された。  
2022年6月4日、オルセンはアストン・ヴィラと完全移籍契約を結んだ。移籍金は非公開だが、約300万ポンドと噂されている。2022年10月29日、オルセンは完全移籍後初めて出場し、ニューカッスル・ユナイテッドとのアウェー戦で途中出場した。この試合では、エミリアーノ・マルティネスが脳震盪の疑いで交代を余儀なくされ、オルセンが代わりに出場した。
2025年5月26日、マルメFFへ加入することが発表された。11年振りの復帰となる。

## 代表経歴
オルセンの両親はデンマーク人であるため、デンマークとスウェーデンの二つの代表を選ぶ権利があった。マルメFFと契約した時点ではデンマーク代表を志願していたが、2014年にスウェーデン代表の招集に応じた。2015年1月15日のコートジボワール戦でスウェーデン代表デビュー。2018FIFAワールドカップロシア大会欧州予選のプレーオフでは本大会出場に貢献した。

## 代表歴

### 出場大会
- スウェーデン代表
  - 2018 FIFAワールドカップ

### 試合数
- 国際Aマッチ 71試合 0得点（2015年-）[22]

| スウェーデン代表 | 国際Aマッチ | 国際Aマッチ |
| 年               | 出場        | 得点        |
| ---------------- | ----------- | ----------- |
| 2015             | 2           | 0           |
| 2016             | 6           | 0           |
| 2017             | 8           | 0           |
| 2018             | 11          | 0           |
| 2019             | 9           | 0           |
| 2020             | 6           | 0           |
| 2021             | 12          | 0           |
| 2022             | 9           | 0           |
| 2023             | 8           | 0           |
| 2024             |             |             |
| 通算             | 71          | 0           |

## タイトル

### クラブ
マルメFF
- アルスヴェンスカン : 2013, 2014
- スウェーデン・スーパーカップ : 2013

FCコペンハーゲン
- デンマーク・スーペルリーガ : 2015–16
- デンマーク・カップ : 2015–16